# غوستاف يوهانسون
غوستاف يوهانسون (بالسويدية: Gustaf "Lulle" Johansson)‏ هو لاعب هوكي الجليد سويدي، ولد في 14 سبتمبر 1900 في ستوكهولم في السويد، وتوفي بنفس المكان في 1 يوليو 1971.

## وصلات خارجية
- غوستاف يوهانسون على موقع EliteProspects.com (الإنجليزية)
- غوستاف يوهانسون على موقع Eurohockey.com (الإنجليزية)
- غوستاف يوهانسون على موقع أوليمبيديا (الإنجليزية)
- غوستاف يوهانسون على موقع اللجنة الأولمبية السويدية (السويدية)